# Mads Glæsner
Mads Glæsner, född 18 oktober 1988, är en dansk simmare.
Glæsner tävlade för Danmark vid olympiska sommarspelen 2008 i Peking, där han blev utslagen i försöksheatet på 400 och 1 500 meter frisim. Vid olympiska sommarspelen 2012 i London blev Glæsner utslagen i försöksheatet på 400 meter frisim och 4 x 200 meter frisim.
Vid olympiska sommarspelen 2016 i Rio de Janeiro blev Glæsner utslagen i försöksheatet på 400 meter frisim.